# Ligne de Neufchâteau à Pagny-sur-Meuse
La ligne 247 (ancienne numérotation SNCF), anciennement ligne 47 (numérotation Est), de Neufchâteau à Pagny-sur-Meuse, dessert la haute vallée de la Meuse. Elle constitue désormais un tronçon de la Ligne de Bologne à Pagny-sur-Meuse qui porte le numéro 026 000 au sein du réseau ferré national.
Un triangle de raccordement existait aux environs de Pagny-sur-Meuse : le raccordement de Pagny-sur-Meuse permettant d'aller de Vaucouleurs (ligne 247) à Nancy (ligne 1) et réciproquement, évitant le rebroussement en gare de Pagny-sur-Meuse autrement nécessaire. Ce raccordement à double voie était d'une longueur de 636m.
L'origine des PK de la ligne est à la bifurcation des lignes 4 et 15, près de Culmont-Chalindrey.

## Chronologie
- 14 juin 1861 : Déclaration d'utilité publique
- 1er mai 1863 : Concession à la Compagnie des chemins de fer de l'Est
- 1er février 1873 : Ouverture de la section de Vaucouleurs à Pagny-sur-Meuse (Compagnie de l'Est)
- 14 avril 1873 : Ouverture de la section de Neufchâteau à Vaucouleurs
- 29 octobre 1878 : La totalité de la ligne est mise à double voie.
- 3 mars 1969 : Fermeture de la ligne au trafic voyageurs sur toute la ligne (remplacés par des autocars), et de la section centrale, de Sauvigny à Maxey-sur-Vaise, au trafic marchandises
- 1er décembre 1969 : Fermeture de la section de Sauvigny à Coussey au trafic marchandises
- 7 juillet 1992 : Fermeture de la section de Maxey-sur-Vaise à Saint-Germain-sur-Meuse au trafic marchandises
- 1er mars 1984 : Électrification de la section nord, de Pagny-sur-Meuse à Saint-Germain-sur-Meuse
- 30 septembre 1990 : Fermeture de la section sud, de Neufchâteau à Coussey, au trafic marchandises

## Galerie

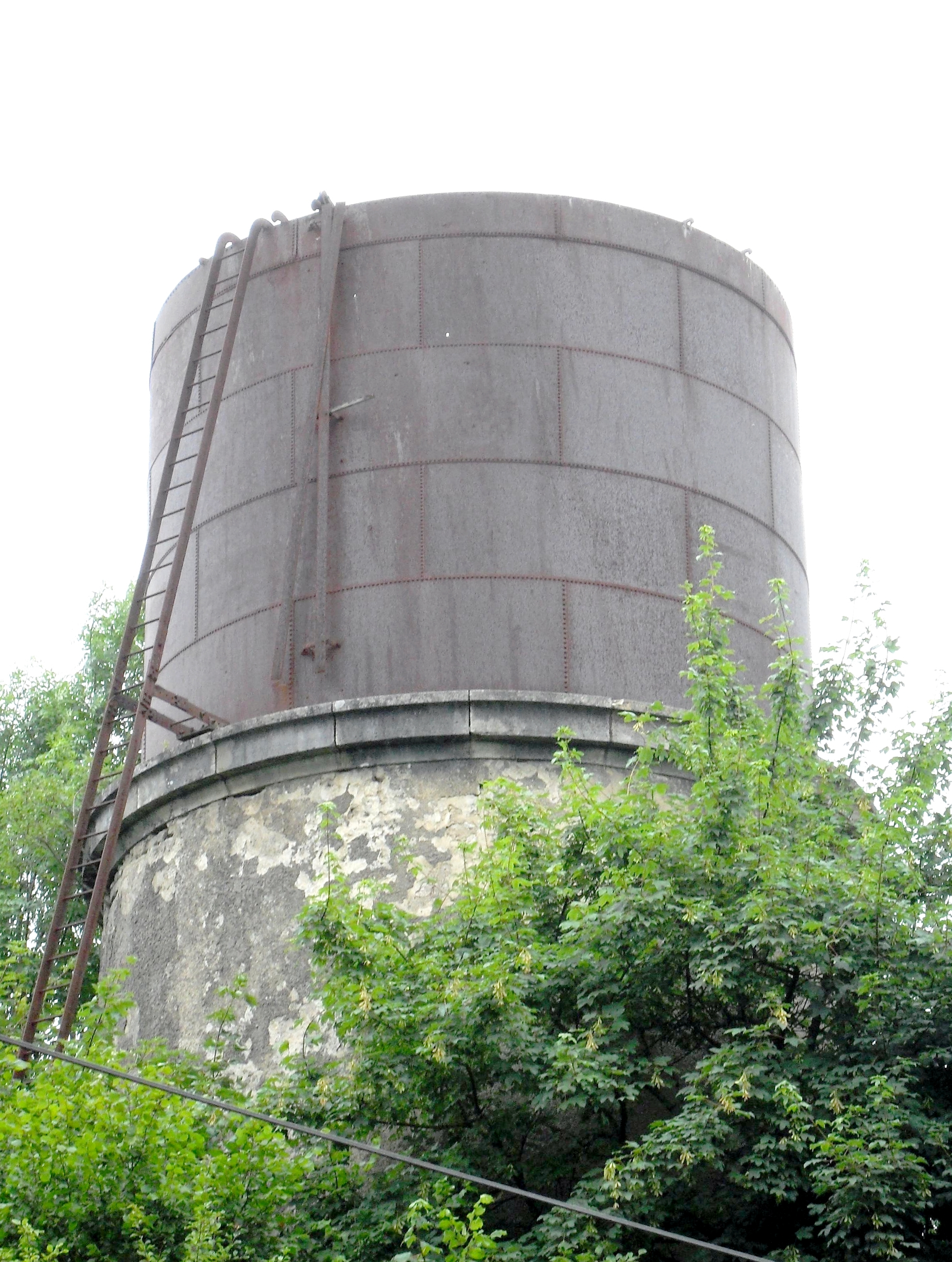
Château d'eau à Pagny-sur-Meuse
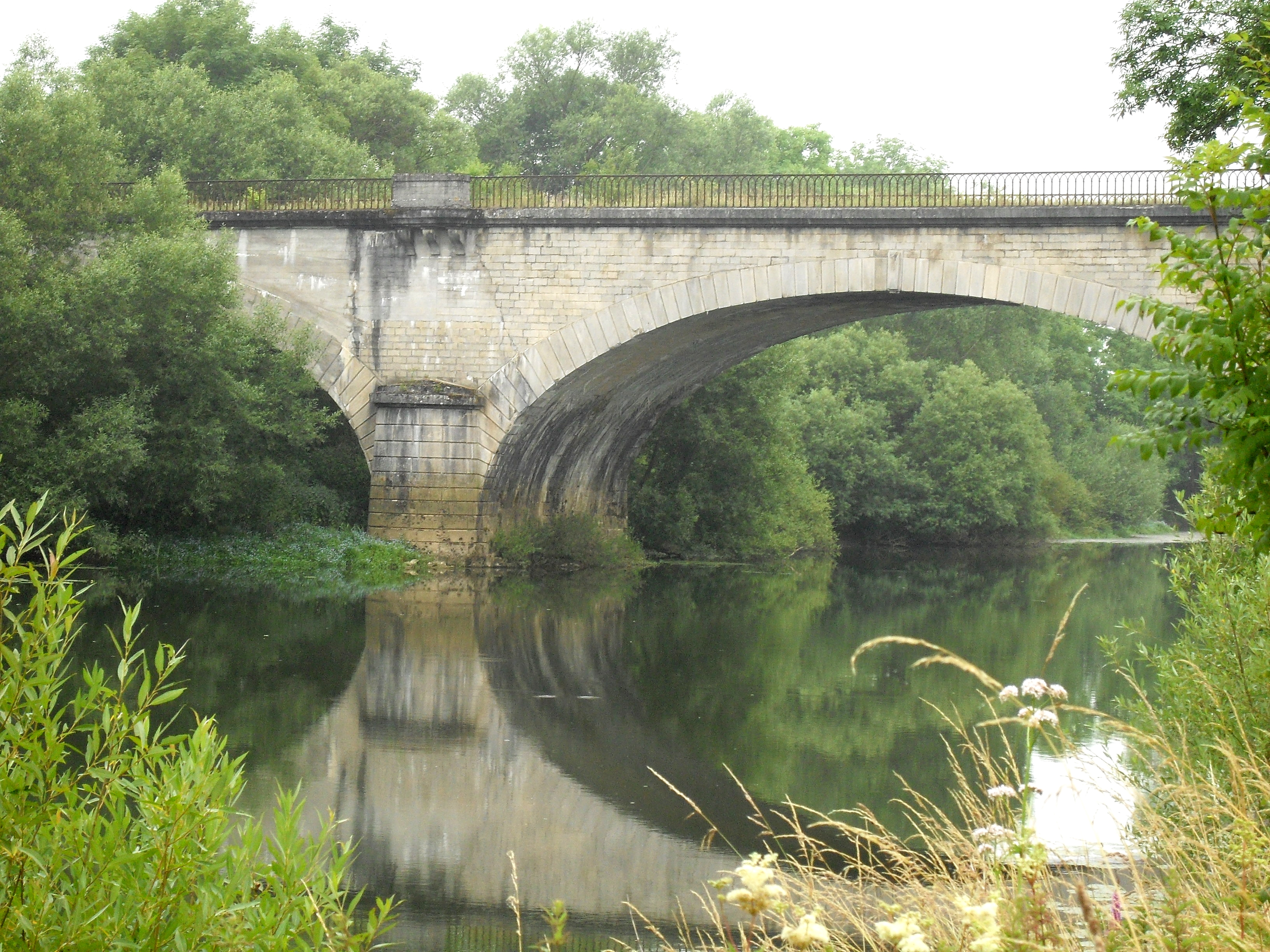
Viaduc de Saint-Germain-sur-Meuse
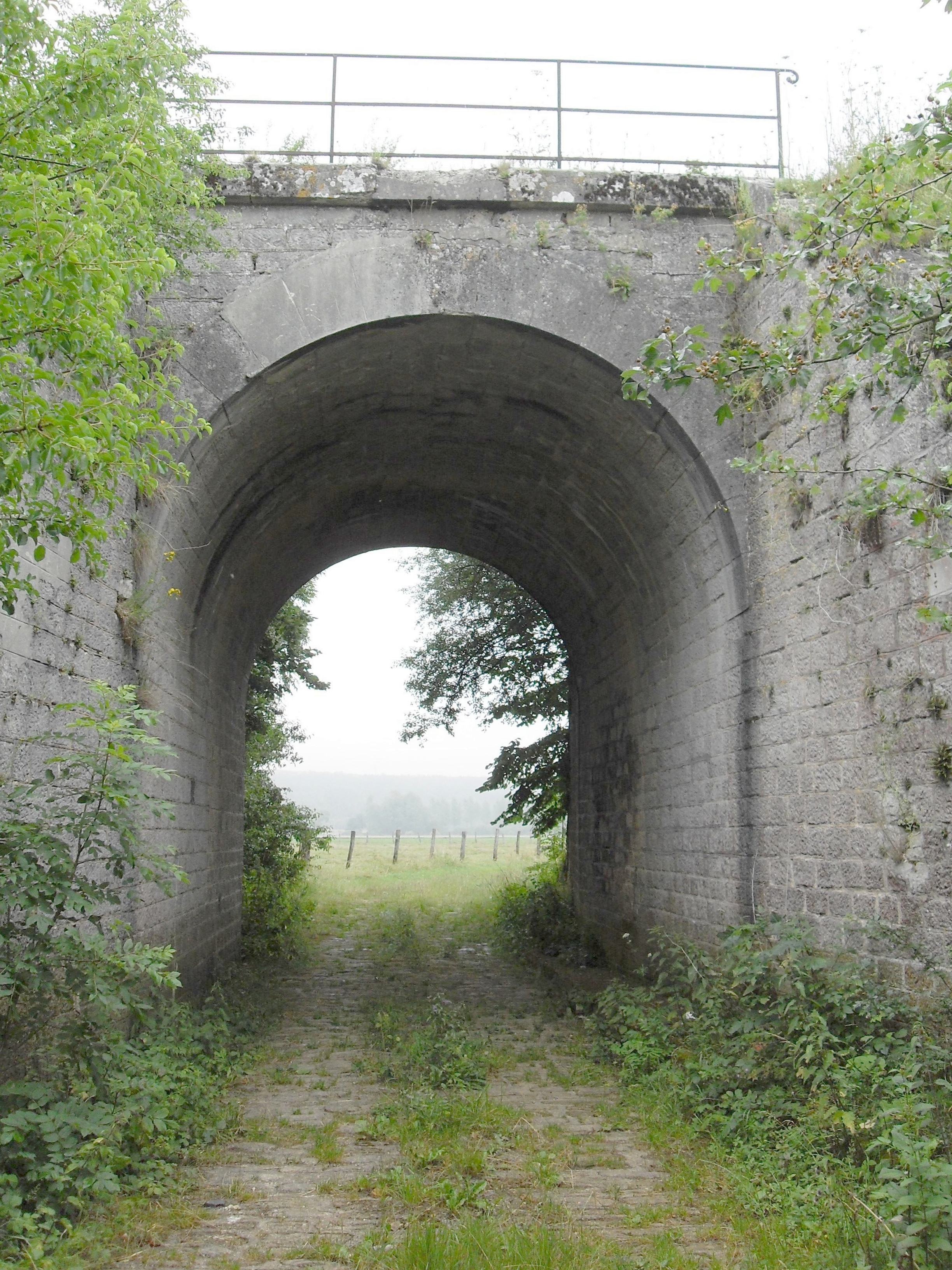
Tunnel à Ugny-sur-Meuse
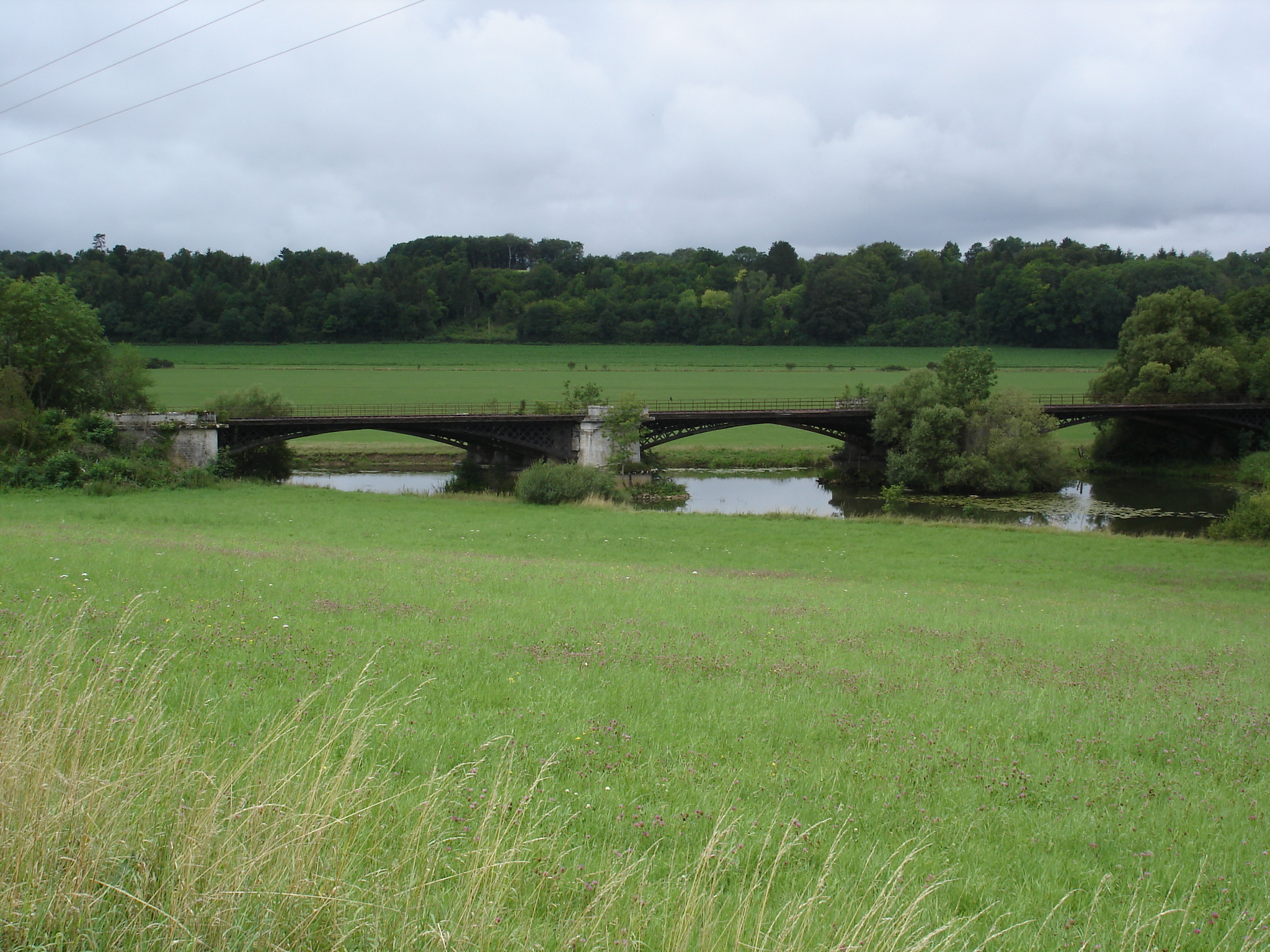
Viaduc de Traveron
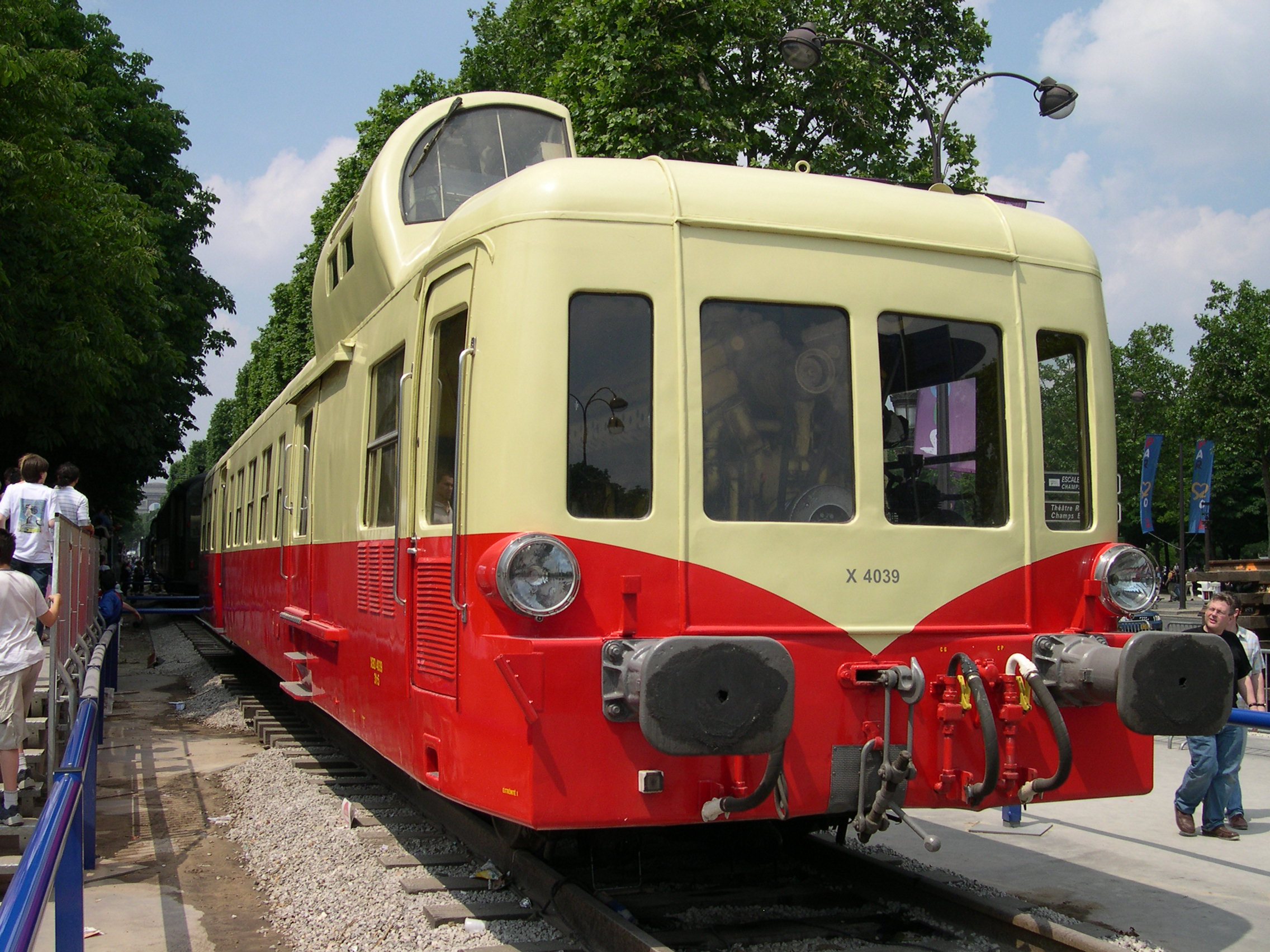
« Autorail Picasso »